# Witalij Pantiłow
Witalij Ołeksijowycz Pantiłow (ukr. Віталій Олексійович Пантілов, ros. Виталий Алексеевич Пантилов, Witalij Aleksiejewicz Pantiłow; ur. 18 sierpnia 1970 w Nikopolu) – ukraiński piłkarz, grający na pozycji pomocnika, a wcześniej obrońcy, trener piłkarski.

## Kariera piłkarska

### Kariera klubowa
Wychowanek DJuSSz Kołos Nikopol, w którym rozpoczął karierę piłkarską. W latach 1989–1990 odbywał służbę wojskową w SKA Kijów. Po zakończeniu służby powrócił do Kołosu. Pierwsze mistrzostwa Ukrainy rozpoczął w Metałurhu Zaporoże, a już w kwietniu 1992 powrócił do nikopolskiego klubu, który zmienił nazwę na Metałurh Nikopol. W sierpniu 1992 przeszedł do Krywbasa Krzywy Róg. Latem 1995 kolejny raz powrócił do Metałurha Nikopol. W sezonie 1997/98 bronił barw Zirki Kirowohrad, po czym przeniósł się do Metałurha Mariupol. Latem 2001 występował w klubie sportowym Wołyń-1 Łuck. W 2003 zakończył karierę piłkarską w rodzimym zespole Ełektrometałurh-NZF Nikopol.

### Kariera trenerska
Po zakończeniu kariery zawodniczej rozpoczął pracę trenerską. W czerwcu 2007 objął stanowisko asystenta głównego trenera FK Połtawa, z którą pracował do maja 2009.

## Sukcesy i odznaczenia

### Sukcesy klubowe
- mistrz Perszej Lihi Ukrainy: 2002

### Sukcesy indywidualne
- 9-14. miejsce w klasyfikacji strzelców Wyższej Ligi: 1998/99 (9 goli).